# Cecilia Roth
Pour les articles homonymes, voir Roth.
Cecilia Edith Rotenberg Gutkin, dite Cecilia Roth, est une actrice argentine, née le 8 août 1956 à Buenos Aires (Argentine). 
Elle apparaît dans huit films de Pedro Almodóvar et quatre de Adolfo Aristarain.

## Biographie
Fille de l'auteur et journaliste Abrasha Rotenberg, Juif ukrainien ayant fui le régime stalinien, et de la chanteuse argentine Dina Gutkin, dite Dina Rot, également d’origine juive, elle est la sœur aînée du chanteur Ariel Rot.
En 1976, fuyant la dictature militaire argentine, sa famille s’établit en Espagne, alors en pleine transition démocratique et en plein bouillonnement culturel. À Madrid, Cecilia Roth interprète deux rôles iconiques de la movida : celui d'Ana dans Arrebato de Iván Zulueta, et celui de Sexilia dans Le Labyrinthe des passions de Pedro Almodóvar, dont elle devient l’une des muses : à ce jour, elle est apparue dans huit de ses films, de Pepi, Luci, Bom et autres filles du quartier en 1980 à Douleur et Gloire en 2019.
Le retour à la démocratie lui permet de revenir en Argentine, où elle est dirigée par de grands réalisateurs tels que María Luisa Bemberg, Adolfo Aristarain (Un lieu dans le monde, Martín (Hache)), Marcelo Piñeyro (Cenizas del paraíso, Kamchatka) ou Daniel Burman. Elle revient cependant régulièrement en Espagne : en 1999, Pedro Almodóvar lui offre ainsi son plus célèbre rôle, celui de Manuela, mère courage dans Tout sur ma mère.
Cecilia Roth obtient de nombreux prix internationaux durant les années 1990, et est membre du jury présidé par Nanni Moretti lors de la Mostra de Venise 2001. Elle continue de jouer régulièrement pour le cinéma et à la télévision, mais aussi pour le théâtre, par exemple en 2010 sous la direction de Mercedes Morán, et en 2013 sous celle de Javier Daulte, où elle reprend le rôle de Nathalie Baye dans Une liaison pornographique, face à Darío Grandinetti.
Elle a été mariée avec Gonzalo Gil, puis avec le chanteur Fito Páez, avec qui elle a adopté un fils, Martín.

## Filmographie sélective

### Cinéma espagnol
- 1979 : Arrebato, de Iván Zulueta – Ana Turner
- 1980 : Pepi, Luci, Bom et autres filles du quartier (Pepi, Luci, Bom y otras chicas del montón), de Pedro Almodóvar – Publicité pour les culottes Ponte
- 1982 : Le Labyrinthe des passions (Laberinto de pasiones), de Pedro Almodóvar – Sexilia
- 1983 : Dans les ténèbres (Entre tinieblas), de Pedro Almodóvar – Merche
- 1984 : Qu'est-ce que j'ai fait pour mériter ça ? (¿Qué he hecho yo para merecer esto?), de Pedro Almodóvar – Publicité pour le café
- 1997 : Martín (Hache), de Adolfo Aristarain – Alicia
- 1999 : Tout sur ma mère (Todo sobre mi madre), de Pedro Almodóvar – Manuela
- 2002 : Parle avec elle (Hable con ella), de Pedro Almodóvar – caméo lors du concert de Caetano Veloso
- 2013 : Les Amants passagers (Los amantes pasajeros) de Pedro Almodóvar – Norma Boss
- 2019 : Douleur et Gloire (Dolor y Gloria) de Pedro Almodóvar

### Cinéma argentin
- 1990 : Moi, la pire de toutes (Yo, la peor de todas), de María Luisa Bemberg – La vice-reine (voix)
- 1992 : Un lieu dans le monde (Un Lugar en el mundo), de Adolfo Aristarain – Ana
- 1997 : Martín (Hache), de Adolfo Aristarain – Alicia
- 1997 : Cenizas del paraíso, de Marcelo Piñeyro – Juge Beatriz Teller
- 2000 : Une nuit avec Sabrina Love (Una Noche con Sabrina Love), de Alejandro Agresti – Sabrina Love
- 2001 : Vidas privadas, de Fito Páez – Carmen Uranga
- 2002 : Kamchatka, de Marcelo Piñeyro – La mère
- 2008 : Les enfants sont partis (El nido vacío), de Daniel Burman – Martha
- 2018 : L'Ange (El Ángel), de Luis Ortega - Aurora
- 2020 : The Intruder (El Prófugo), de Natalia Meta
- 2020: Les crimes qui nous lient (Crimenes de familia) de Sebastian Schindel - Netflix

### Télévision
- 1986 : Le Privé (Las Aventuras de Pepe Carvalho), de Adolfo Aristarain – Alicia Suárez
- 2004 : La Sanfelice (Luisa Sanfelice), de Paolo Taviani et Vittorio Taviani – Marie-Caroline d'Autriche
- 2004 et 2009 : Epitafios, de Alberto Lecchi et Jorge Nisco – Marina Segal
- 2005 : Killer Women, de Daniel Barone, Diego Barrido et Jorge Nisco – Clara (épisode 6) et Cándida (épisode 18)
- 2023 : La Mesías : Alicia

## Distinctions
- Condor d’argent (équivalent argentin des Oscars) de la meilleure actrice pour son rôle d'Ana dans Un lieu dans le monde en 1992
- Condor d’argent, Goya, Ondas, Sant Jordi et prix du festival de La Havane à la meilleure actrice pour son rôle d'Alicia dans Martín (Hache) en 1997
- Goya, Fotogramas de Plata et prix du cinéma européen de la meilleure actrice pour son rôle de Manuela dans Tout sur ma mère en 1999
- Konex de la meilleure actrice argentine de la décennie 2000
- En 2008, elle reçoit la Médaille d'or du mérite des beaux-arts par le Ministère espagnol de la Culture[1].